# سوز و گداز
سوز و گداز مشهورترین منظومهٔ نوعی خبوشانی است، که در بحر هزج مسدس مقصور یا محذوف مشتمل بر پانصد بیت سروده شده.
اگر چه نوعی مدعی است که در نظم این داستان مبتکر بوده، و همچنین نویسندگان احوال وی نیز گفته‌اند که او منظومهٔ سوز و گداز را به شرح یک واقعهٔ حقیقی که در عهد اکبر شاه اتفاق افتاده اختصاص داده، اما به نظر می‌رسد که این منظومه متأثر از «عشق‌نامه» حسن دهلوی سروده شده‌است. «عشق‌نامه» مثنوی کوتاهی در ششصد و شش بیت در همان بحر، و داستان عاشقانهٔ دو جوان هندی است. بدین سان که پس از مردن معشوق یا دختر، عاشق یا پسر خود را با جسد وی می‌سوزاند. حسن دهلوی خود مدعی است که مایهٔ داستان اش را از میان قصه‌های مردم هند یافته و روایت کرده‌است. با این استدلال، مضمون داستان سوز و گداز نوعی تازه نبوده و متأثر از منظومهٔ حسن دهلوی، اما با پاره ای تفاوت هاست. در روایت دهلوی نخست دختر می‌میرد و پسر از عشق وی خود را به آتش می‌افکند، اما در سوز و گداز نوعی، نخست پسر مرده و دختر از عشق وی خود را می‌سوزاند.
به واقع این مثنوی در باب اجرای آیین سَتی یا ساتی (الهه هندی) در هند است. بر طبق این آیین، همسر مرد متوفا همراه او خود را به آتش می‌کشید. ظاهراً قبل از خودسوزی، پایداری و مصمم بودن زن بر این امر مورد آزمون قرار می‌گرفت، اگر وی مصمم به سوختن خود بود، با مردش سوزانده می‌شد، و اگر تردیدی در خصوص خودسوزی ابراز می‌کرد، بر دیگر مردان حلال می‌شد. نوعی در مثنوی سوز و گداز، خودسوزی همسری وفادار را پس از کشته شدن همسرش روایت کرده‌است. این مثنوی چندین بار در ایران کتاب‌آرایی شده‌است. همچنین در میان دیوارنگاره‌های کاخ چهل‌ستون، صحنه‌ای هست که خودسوزی زنی را مطابق آیین ستی نشان می‌دهد.
نگارهٔ این صفحه، تصویری از مثنوی سوز و گداز است، به قلم محمد قاسم.
یک نسخهٔ مصور سوز و گداز نوعی در موزهٔ هنر والترز، به قلم محمد علی مشهدی موجود است.

## به زبان‌های دیگر
آناندا کوماراسوامی ترجمه‌ای انگلیسی از این منظومه منتشر کرده است.